# Berrogain-Laruns
Berrogain-Laruns (Baskisch:Berrogaine-Larüntze) is een gemeente in het Franse departement Pyrénées-Atlantiques (regio Nouvelle-Aquitaine) en telt 106 inwoners (2009). De plaats maakt deel uit van het arrondissement Oloron-Sainte-Marie. Het ligt in de Baskische provincie Soule.

## Geografie
De oppervlakte van Berrogain-Laruns bedraagt 2,7 km², de bevolkingsdichtheid is dus 39,3 inwoners per km².
De onderstaande kaart toont de ligging van Berrogain-Laruns met de belangrijkste infrastructuur en aangrenzende gemeenten.

## Demografie
Onderstaande figuur toont het verloop van het inwonertal (bron: INSEE-tellingen).